# L'Île Atlantique
Pour plus de détails, voir Fiche technique et Distribution.
L'Île Atlantique est un téléfilm français réalisé par Gérard Mordillat en 2005 pour Arte.

## Synopsis
Sur une île, des enfants entre 7 et 14 ans s'ennuient. Pour tromper l'ennui et fuir un quotidien souvent rude, ils chapardent. La nuit, ils se rejoignent pour cambrioler. Malheureusement pour eux, une dame meurt d'une crise cardiaque et une autre est assassinée par son mari. La police voit un lien entre ces morts et les cambriolages.

## Fiche technique[1]
- Titre : L'Île Atlantique
- Réalisation : Gérard Mordillat
- Scénario : Gérard Mordillat d'après le roman éponyme de Tony Duvert
- Coproduction : Arte France, Archipel 33
- Producteur :  Denis Freyd
- Image : Laurent Barès
- Son : Michel Vionnet
- Costumes : Fabio Perrone
- Maquillage : Maud Baron
- Coiffure : Stéphane Desmarez
- Décors : Henri Labbé
- Montage : Sophie Rouffio
- Mixage : François Groult
- Pays d'origine :  France
- Langue originale : français
- Durée : 91 minutes

## Distribution
Sauf indication contraire, les informations mentionnées dans cette section peuvent être confirmées par la base de données cinématographiques IMDb,  présente dans la section « Liens externes ».
- Finnegan Oldfield : Jean-Baptiste Seignelet
- Catherine Jacob : Chantal Seignelet
- Franck de Lapersonne : Robert Seignelet
- Léo Poupart : Philippe Seignelet
- Boris Assouline : un copain
- Ivan Assouline : Hervé
- Priscilla Attal-Sfez : Anne-Grâce
- Jean-Damien Barbin : Maurice Glairat
- Marianne Basler : Yvonne Lescot
- Judith Burnett : Gilles Grandieu
- Laurent Cazanave : Marc
- Darius Darnat : un copain
- Martine Debieuvre : Véronica
- Anne-Sophie Deval : une serveuse soirée Gassé
- Jean-Charles Deval : Camille Gassé
- Elena Doncel : Mélanie Gassé
- Adrien Fontanaud
- Nathan Franck : René
- Louis Fresse : Joachim
- Lucien Jean-Baptiste : le médecin
- Martin Jobert : François-Gérard
- Julie Jézéquel : Laure Boitard
- Rose-Marie Lepage : l'infirmière
- Elias Magnin : Alain
- Pomme Meffre : Mademoiselle Gelli
- Benoît Muracciole : Trumaud
- Jacques Pater : Lorge
- Bertrand Rothé : le curé
- Robin Summa : un copain
- Sara Summa : Amélie-Lyanne
- Luc Thuillier : Président Gassé
- Marguerite Topiol : Mademoiselle Marguerite
- Barbara Blades Turska : la mère du Président Gassé
- Patrice Valota : Hugo Grandieu
- Arthur Verret

## Production

### Genèse
Le téléfilm est une commande de Pierre Chevalier au réalisateur Gérard Mordillat à la suite d'une conversation pendant laquelle Mordillat a évoqué les romans qui l'ont marqué. Le réalisateur en transpose trois à l'écran. L'Île Atlantique est le troisième, après En compagnie d'Antonin Artaud d'après  Jacques Prevel, en 1997, et L'Apprentissage de la ville d'après Luc Dietrich, en 2000. Dans une interview, le réalisateur explique pourquoi il a choisi ce roman en particulier : « L'île Atlantique est un livre très dur, très brutal – parfois d’une méchanceté drolatique – sur la violence faite aux enfants. Pas seulement la violence physique, mais toutes les formes de violence qui s'exercent contre eux : l'abandon, l’humiliation, le dénigrement, la vénération, la négligence, etc. Je voulais montrer ça, pousser les enfants au premier plan, interdire aux spectateurs de détourner le regard ou de se boucher les oreilles. ».

### Casting
Quatre cents enfants ont été auditionnés pour une dizaine de rôle par le réalisateur et son assistant François Vantrou.

### Tournage
Le téléfilm a été tourné en février 2005.

## Accueil critique
Après quelques appréhensions sur le fait de voir une œuvre littéraire portée à l'écran, le Monde considère que « Gérard Mordillat a su, tout en prenant quelques libertés avec le roman, restituer toute la richesse d'écriture de Tony Duvert. Ce qui n'est pas la moindre qualité de ce film saisissant et édifiant, servi par des comédiens remarquables. »